# Balle perdue (film, 2020)
Pour les articles homonymes, voir Balle perdue.
Série
Balle perdue 2
(2022)
Pour plus de détails, voir Fiche technique et Distribution.
Balle perdue est un film français écrit et réalisé par Guillaume Pierret et sorti en 2020 sur Netflix.
Il s'agit du premier long métrage du réalisateur.

## Synopsis
Lino est un génie de la mécanique. Un soir, après avoir utilisé une voiture modifiée pour tenter de braquer une bijouterie avec son petit frère Quentin, il est arrêté et envoyé en prison tandis que Quentin s'enfuit.
Les talents de mécanicien de Lino attirent l'attention d'une brigade anti go fast. Il est recruté par leur chef, Charas, pour devenir le préparateur automobile de l'équipe et ainsi, les aider à stopper les criminels. Au fur et à mesure que le temps passe, Charas et Lino nouent une amitié tandis que ce dernier se rapproche également d'une de ses coéquipières, Julia.
Lors de l'enquête pour retrouver le préparateur des go fast, Lino et Charas retrouvent Quentin, qui semble contraint de travailler pour les criminels. Tentant d'arrêter ces derniers, Charas demande l'aide d'autres membres de son équipe, Areski et Marco, mais ceux-ci sont en réalité de mèche avec les go fast. Areski tue Charas d'une balle qui se loge dans le tableau de bord de la voiture personnelle de ce dernier. Usant de leur influence, Areski et Marco font accuser Lino du meurtre. Ce dernier parvient à s'enfuir, mais il est désormais recherché activement pour ce crime qu'il n'a pas commis. Lino tente alors de retrouver la seule preuve de son innocence : la balle perdue logée dans la voiture de son mentor.

## Fiche technique
- Titre original : Balle perdue
- Réalisation : Guillaume Pierret
- Scénario : Guillaume Pierret
  - Adaptation et dialogues : Guillaume Pierret, Alban Lenoir et Kamel Guemra
- Musique : André Dziezuk
- Photographie : Morgan S. Dalibert[1]
- Montage : Sophie Fourdrinoy
- Son : Julien Riquier, Roland Voglaire, Luc Thomas
- Décors : Nicolas Flipo
- Costumes : Véronique Gely
- Maquillage : Chloé Van Lierde
- Producteur : Rémi Leautier
- Sociétés de production : Inoxy Films, Versus Production, Nolita TV[1]
- Société de distribution : Netflix
- Pays de production :  France
- Langue originale : français
- Format : couleur
- Genre : action, policier, drame
- Durée : 93 minutes
- Date de sortie :
  - Monde : 19 juin 2020 (sur Netflix)
- Date de diffusion : 13 août 2023 (sur TF1)

## Distribution
- Alban Lenoir : Lino
- Stéfi Celma : Julia
- Nicolas Duvauchelle : Areski Novak
- Sébastien Lalanne : Marco Lopez
- Pascale Arbillot : Moss
- Ramzy Bedia : Charas
- Rod Paradot : Quentin
- Patrick Médioni : Jacques
- Arthur Aspaturian : Kad
- Alexandre Philip : Jeff
- Thibaut Evrard : le lieutenant Bruno
- Anne Serra : Stella Novak
- Lino Lenoir : Thomas Novak

## Production

### Tournage
Le tournage et la distribution sont annoncés en mai 2019. Le film est tourné entièrement dans la région de Sète entre le 13 mai 2019 et le 17 juillet 2019.

## Accueil

### Accueil critique
En France, le site Allociné propose une moyenne de 3,5⁄5 à partir de l'interprétation de 10 critiques de presse.
Netflix annonce le 22 juillet 2020 que le film a été vu par plus de 37 millions de personnes à travers le monde depuis sa sortie le 19 juin 2020.
Pour Christophe Caron du quotidien La Voix du Nord, le film est « un condensé d'adrénaline avec des bastons bien vénères et des cascades à l'ancienne, qui sentent la sueur et l'huile de vidange ».
Simon Riaux note pour le site Écran Large : « Balle perdue est un délicieux coup de boule, qui vient secouer la dentition d'un cinéma français en mal d'action spectaculaire et de divertissement populaire ambitieux. »

## Autour du film

### Suites
Le projet d'une suite à Balle perdue est annoncé par Netflix en mars 2021. Balle perdue 2 sort sur la plateforme en novembre 2022.
Dès la fin du tournage de ce 2e opus, un troisième film est annoncé. Balle perdue 3 sort le 7 mai 2025 sur Netflix.